# QV36
QV 36 est un des tombeaux situé dans la vallée des Reines, dans la nécropole thébaine, sur la rive ouest du Nil face à Louxor en Égypte.

## Description
QV 36 est la tombe d'une princesse inconnue, surnommée « Reine sans nom » par l'archéologue Ernesto Schiaparelli. Datant de la XIXe dynastie, il s'agit peut-être de la fille de Séthi Ier ou de Ramsès Ier.
Elle est constituée d'une chambre principale et d'au moins deux autres chambres, dans lesquelles ont été retrouvées des poteries notamment. Elle est aujourd'hui en mauvais état et, parmi les peintures, le titre de la princesse est un des seuls éléments encore visibles.

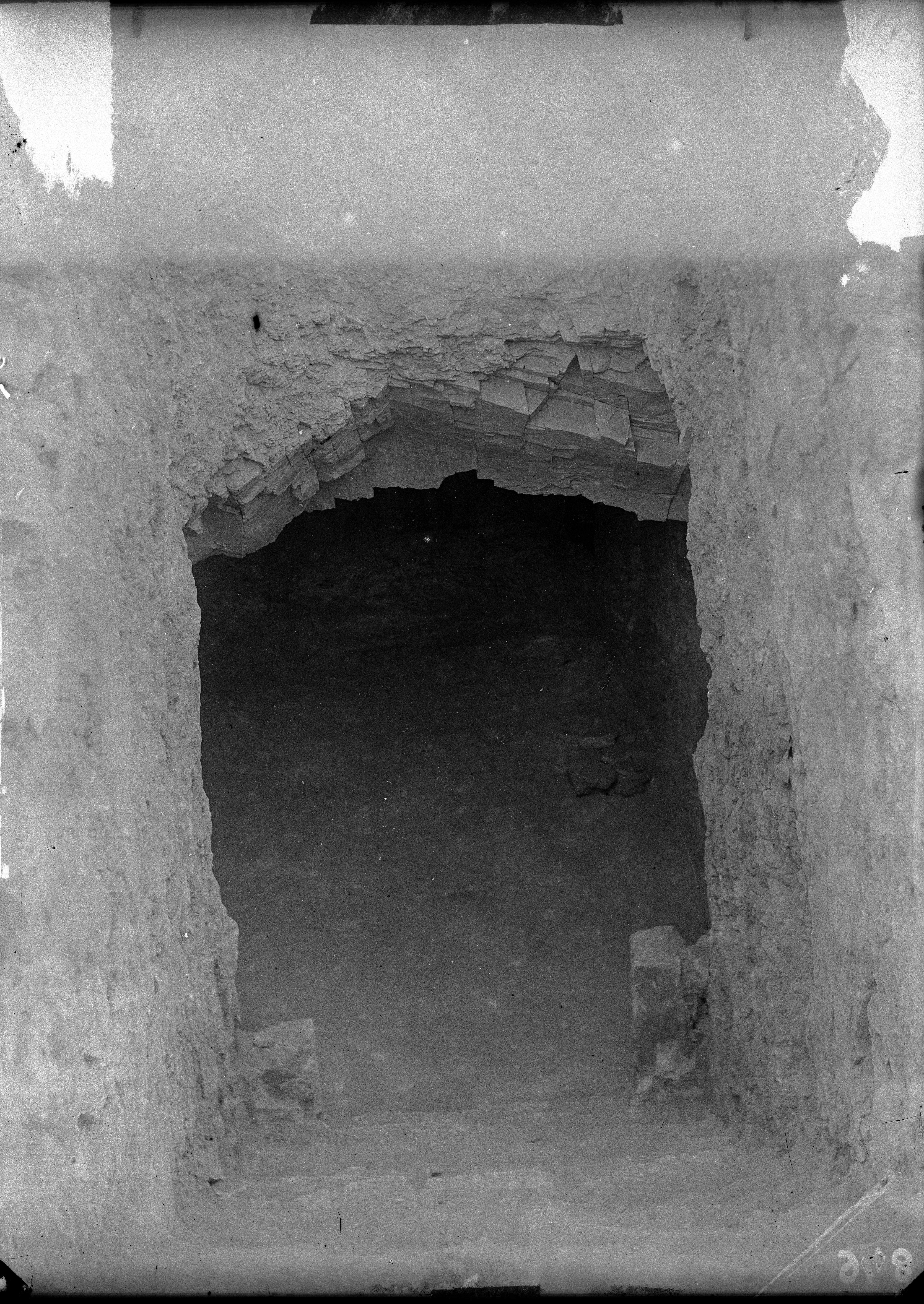
Entrée de la tombe lors des fouilles de l'italien Ernesto Schiaparelli, 1904.
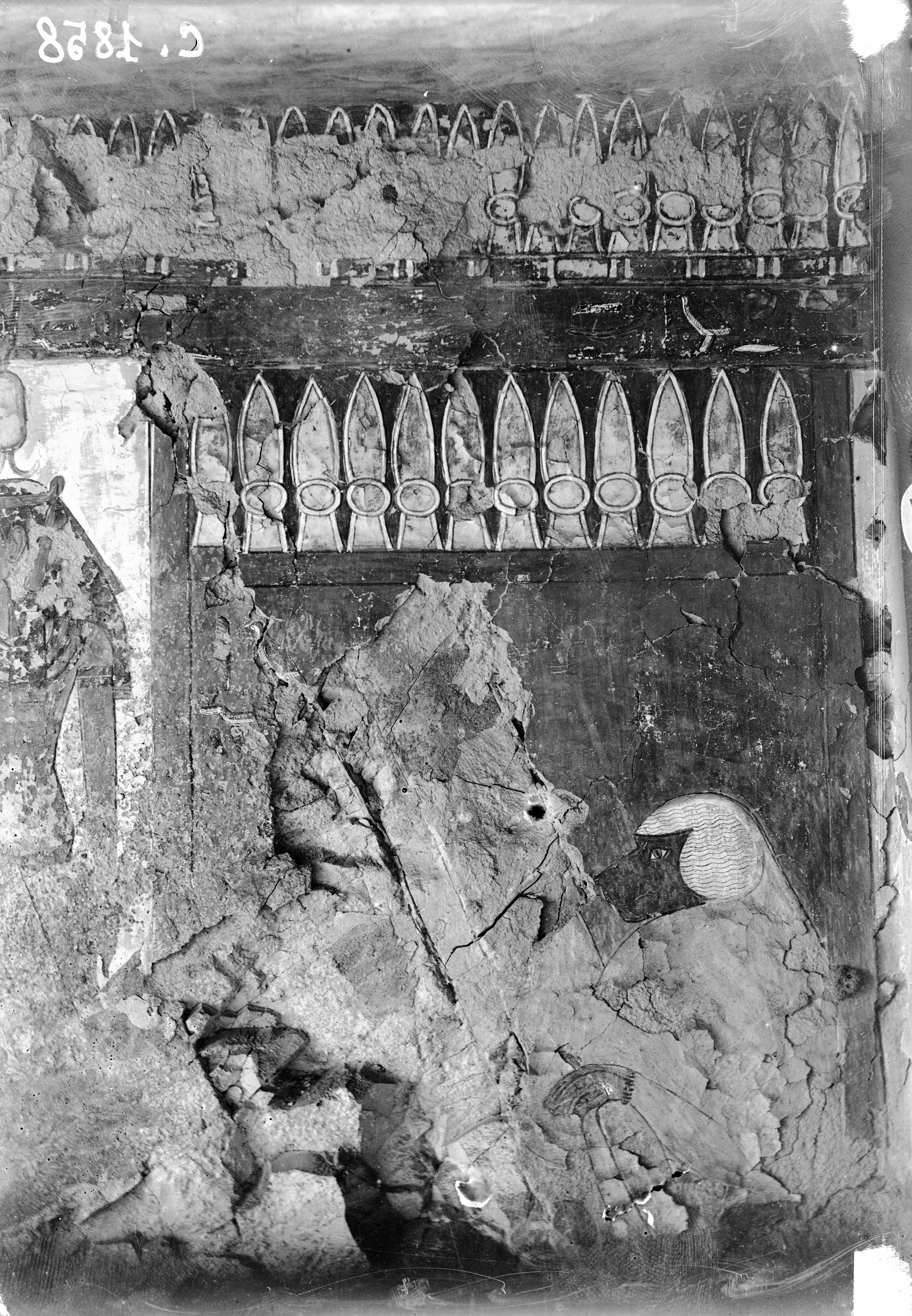
Décorations d'intérieur, 1903-1905.
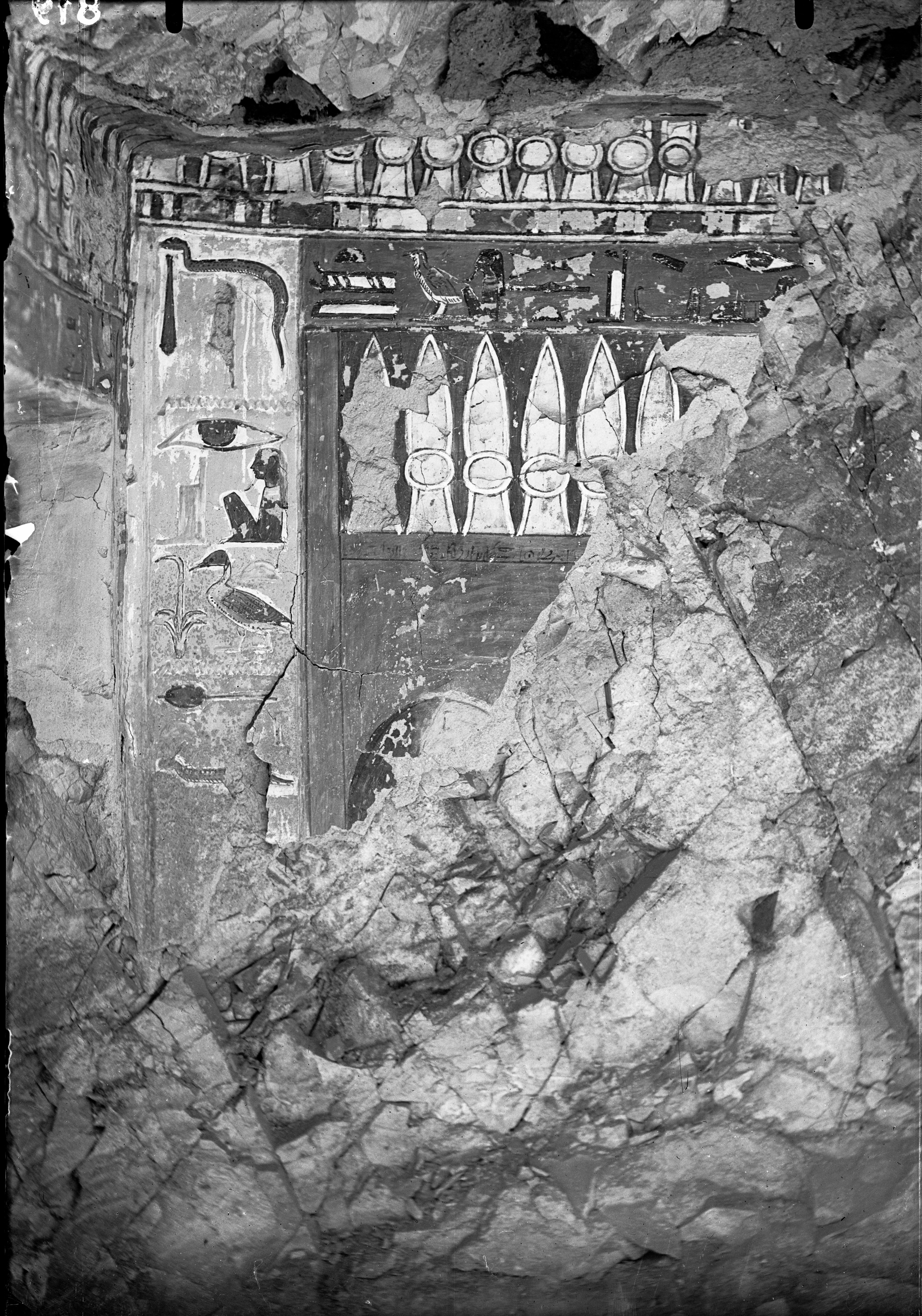
Décorations d'intérieur, 1904.

## Découverte
Elle est découverte par l'archéologue italien Ernesto Schiaparelli.